# آلان ثيك
آلان ثيك (بالإنجليزية: Alan Thicke)‏‏ (1 مارس 1947 - 13 ديسمبر 2016)، هو ممثل وإعلامي كندي بدأ مسيرته الفنية عام 1969. اشتهر بدوره في المسلسل الكوميدي الأمريكي «جرونيج بينز» في الثمانينيات. وقدم برامج مختلفة منها برنامج «آلان ثيكي شو» في الثمانينات وبرنامج «ثيكي أوف ذا نايت».

## وصلات خارجية
- آلان ثيك على موقع IMDb (الإنجليزية)
- آلان ثيك على موقع ألو سيني (الفرنسية)
- آلان ثيك على موقع ميوزك برينز (الإنجليزية)
- آلان ثيك على موقع تيرنر كلاسيك موفيز (الإنجليزية)
- آلان ثيك على موقع أول موفي (الإنجليزية)
- آلان ثيك على موقع قاعدة بيانات برودواي على الإنترنت (الإنجليزية)
- آلان ثيك على موقع قاعدة بيانات الأفلام السويدية (السويدية)
- آلان ثيك على موقع إن إن دي بي (الإنجليزية)
- آلان ثيك على موقع أول ميوزيك (الإنجليزية)
- آلان ثيك على موقع ديسكوغز (الإنجليزية)